# Tontrix
Tontrix foi uma banda de punk britânica formada em 1978 com Hambi Haralambous nos vocais, Steve Lovell na guitarra, Mike Score no baixo, Bobby Carr nos teclados e Ian Johnston na bateria que depois foi substituído por Chris Hughes.

## História
A banda foi formada em Liverpool, Merseyside, Reino Unido e tinha os membros Hambi Haralambous nos vocais, Steve Lovell na guitarra, Mike Score no baixo, Bobby Carr nos teclados e Ian Johnston na bateria, essa formação foi a formação que lançou o single ''Shellshocked'' que continha duas canções, Shellshocked e Slipping Into Life. Pouco mais tarde no mesmo ano Ian Johnston se separou da banda e deu espaço para Chris Hughes entrar em seu lugar. Tontrix tocou em várias partes da Inglaterra, mais especificamente em Liverpool entre os anos de 1978 e 1979.
Em 1979 a banda lançou em parceria com outros artistas o ''Street to Street'' que continha a canção Clear on radar; a banda continuou fazendo shows e nos últimos shows em North West a banda se separou pouco tempo depois desses shows, os membros da banda tomaram rumos diferentes, com os membros fundando diversas outras bandas ou se juntando a outras bandas.
Hambi Haralambous se juntou ao Victims of Romance e o Hambi & The Dance, Steve Lovell se juntou ao Hollycaust, Hambi & The Dance, Blitz Brotherss e Julian Cope, Mike Score fundou o A Flock Of Seagulls, Bobby Carr se juntou ao Moderates e Surreal Estate, Chris Hughes Hambi & The Dance e Adam and The Ants.

## Discografia
- Shellshocked (1979)
- Street to Street (1979)

## Shows
- Está lista de shows está incompleta[4]:
- 23/06/78 Rafters, Manchester
- 24/06/78 Rock In The Street Festival, Pilgrim St, Liverpool
- 11/09/78 Limit Club, Sheffield (?)
- 12/10/78 Everyman Theatre, Liverpool
- 15/10/78 Nashville Rooms, Kensington, Londres

## Membros
- Steve Lovell - guitarra elétrica (1978-1979)
- Hambi Haramloolous - vocal (1978-1979)
- Mike Score - guitarra baixo (1978-1979)
- Bobby Carr - teclados (1978-1979)
- Chris Hughes - bateria (1979)

### Ex-membros
- Ian Johnston - bateria (1978)